# Aranđelovac (općina)
Aranđelovac je općina u Republici Srbiji. Nalazi se u središnjoj Srbiji i spada u Šumadijski okrug. Po podacima iz 2004. općina zauzima površinu od 376 km² (od čega na poljoprivrednu površinu otpada 25.603 ha, a na šumsku 8.918 ha).
Centar općine je grad Aranđelovac.
Općina Aranđelovac pored grada Aranđelovca obuhvaća još 18 sela. Po podacima iz 2002. godine u općini je živjelo 48.129 stanovnika, a natalitet je iznosio 0,3 %. Po podacima iz 2004. broj zaposlenih u općini iznosio je 14.082 osoba. U općini se nalaze 22 osnovne i 3 srednje škole.

## Vanjske poveznice
- O Arandjelovcu, On-line firme Arandjelovca